# 爆料大師
是一部於2009年上映的美國傳記喜劇犯罪電影，史蒂芬·索德柏執導，史考特·Z·柏恩斯編劇。麥特·戴蒙飾演馬克·惠特克，而其他演員包含史考特·巴庫拉、喬爾·麥克哈爾及梅蘭妮·林斯等人。

## 劇情
故事敘述馬克·惠特克原本是阿徹丹尼爾斯米德蘭公司備受看好的明日之星，但他卻向FBI告密該公司的不法行為，因此惹上大麻煩。

## 角色
- 麥特·戴蒙 飾演 馬克·惠特克
- 史考特·巴庫拉（英语：Scott Bakula） 飾演 FBI特別探員布萊恩·謝波德
- 喬爾·麥克哈爾 飾演 FBI特別探員羅伯特·赫恩登
- 梅蘭妮·林斯 飾演 簡哲·惠特克

## 製作
2002年，在完成《瞞天過海》之後，史蒂芬·索德柏宣布他計畫將前《紐約時報》記者庫爾特·埃肯沃德的《爆料大師》一書改編成電影。史考特·Z·布朗斯根據該書籍撰寫了劇本。

## 發行

### 評價
《爆料大師》收穫的評價多為正面，根據爛番茄上收集的213篇影評文章，新鮮度79%，平均分為6.8/10，而在Metacritic上，基於37位影評人的評論，其中有25篇給予好評，無差評，12篇褒貶不一，得分66。

### 票房
電影在首週末以10,545,000的票房位居第二，僅次於《食破天驚》。截至2009年12月17日，《爆料大師》於北美的總票房為33,316,821美元，全球共計41,771,168美元。在英國，該片首週獲179,612英鎊排於第十。

### 榮譽
該片入圍了多個獎項，其中包含麥特·戴蒙的衛星獎最佳音樂及喜劇類電影男主角獎，以及底特律影評人協會的提名。而在金球獎方面，戴蒙則入圍最佳音樂及喜劇類電影男主角，但沒有獲獎。

## 外部連結
- 官方网站
- 互联网电影数据库（IMDb）上《爆料大師》的资料（英文）
- AllMovie上《爆料大師》的资料（英文）
- 豆瓣电影上《爆料大師》的資料 （简体中文）
- Box Office Mojo上《爆料大師》的資料（英文）
- Metacritic上《爆料大師》的資料（英文）
- 爛番茄上《爆料大師》的資料（英文）